# Логінова Олена Володимирівна
Логінова Олена Володимирівна (нар. 27 жовтня 1973 р. м. Сокиряни Чернівецької області) — українська поетеса, журналістка. Член Національної Спілки журналістів України (з 2010 р.).

## Життєпис
Народилася 27 жовтня  1973 року  в місті Сокиряни Чернівецької області. Батько письменниці Володимир Степанович був робітником, а мама Марія Іллівна працювала фармацевтом. Навчалася  у Сокирянській школі № 1 з 1980 по 1990 році. Закінчила Чернівецький національний університеті ім. Ю. Федьковича (філологічний факультет, 1990—1995 рр).
З 2010 року є членом Національної Спілки журналістів України.
Працювала у Сокирянській школі № 2, Новодністровській гімназії, Чернівецькій школі № 42, газетах «Буковинське віче», «Час — 2000».
З 2006 року по даний час працює в Чернівецькому обласному меморіальному музеї Володимира Івасюка (з 2010 р. — на посаді молодшої наукової співробітниці).
Писати вірші почала у 19 років.  В творчому доробку поетеси філософська, інтимна, пейзажна, громадянська лірика. Також пише вірші і для дітей.

## Творчість
В Олени Логінової вийшли друком такі поетичні збірки: «Лабіринти душі» (2000 р.), «Акварелі любові» (2000 р.), «Миттєвості» (2001 р.), "Подих серця (2004 р.), «Відлуння дощів» (2006 р.), «Бабусині гостинці» (2007 р.) — вірші для дітей, «До берегів істини» (2008 р.), «Римогроми» (2010 р.), «Любим янголятам» (2012 р.) — вірші для дітей, «Бабусині гостинці» (2012 р., видання друге, доповнене).
Вірші друкувалися у всеукраїнських журналах «Жінка», «Дзвін», «Буковинському журналі», обласних газетах «Буковинське віче», «Буковина», «Версії»,  «Сокиряни сім днів», «Рідний край», «Рідне слово». Перекладені  румунською мовою відомим румунським поетом та перекладачем Мірчою Лютиком. Чернівецьким державним телебаченням створений документальний фільм про мою творчість «Заплету у барвінок надію» (2006 р, автор — заслужений журналіст України Людмила Мельник), передача «Подіум її життя» (автор заслужений журналіст України Валентина Боднар). Брала участь у молодіжних та дитячих проєктах Чернівецького державного телебачення. Неодноразово поезія звучала і звучить в ефірі Чернівецького та Всеукраїнського радіо у передачі Василя Герасим'юка.
Причетна до створення поетичного театру при Чернівецькому обласному училищі мистецтв ім. С. Воробкевича (2007 р.).
Герої творів М. Івасюка, С. Воробкевича, Л. Українки, В. Васкана, М. Емінеску, І. Нагірняка оживали на сцені… Неодноразово юними акторами театру була представлена і вистава «Плач слов'янки», де звучала і поема «Страждання слов'янки», яка присвячена українкам-заробітчанкам.
Часто виступає перед шкільною та студентською аудиторіями у школах, бібліотеках — у Чернівцях, Сокирянах, Новодністровську, Кельменцях, Вижниці, Путилі, Хотині.
Працюючи у Чернівецькому обласному меморіальному музеї В. Івасюка, проводить зустрічі із цікавими особистостями краю, активно досліджує життєвий і творчий шлях відомого у світі композитора, автора славнозвісної пісні «Червона рута» Володимира Михайловича Івасюка та його батька письменника Михайла Івасюка, та постатей, дотичних до них. Олена Володимирівна виступає активним співорганізатором та ведучою мистецьких заходів, які проводить музей, популяризуючи творчу сферу українських літераторів, художників та музикантів. Пам'ятними стали літературно-мистецькі акції, що розповідають про творчість Михайла Івасюка, Володимира Івасюка,  Дмитра Павличка, Мірчу Лютика, Віталія Колодія, Софію Майданську, Павла Дворського та інших відомих краян.
ЇЇ статті друкуються у «Буковинському журналі», газетах «Слово Просвіти», «Буковинське віче», «Молодий буковинець», «Буковина», «Освіті Буковини», у тернопільських виданнях «Вільне життя» та «Свобода».
Поетеса  часто зустрічається з читачами, бере активну участь у заходах з популяризації читання і книги для дітей.
Вона  перша долучились до онлайн-проєкту Чернівецької обласної бібліотеки для дітей "Читаємо «Буковинчики». За його умовами відомі буковинці читають твори українських письменників для дітей та про дітей зі збірки «Буковинчики», яка побачила світ у 2020 році у ВД «Букрек». Онлайн-проєкт транслюється на сторінці бібліотеки у Фейсбуці та популяризує твори письменників краю, які ввійшли до антології. Олена Володимирівна поділилась з читачами бібліотеки своїми враженнями про презентацію книги «Буковинчики» та саму книгу. (https://www.facebook.com/watch/?v=2939904359455446)

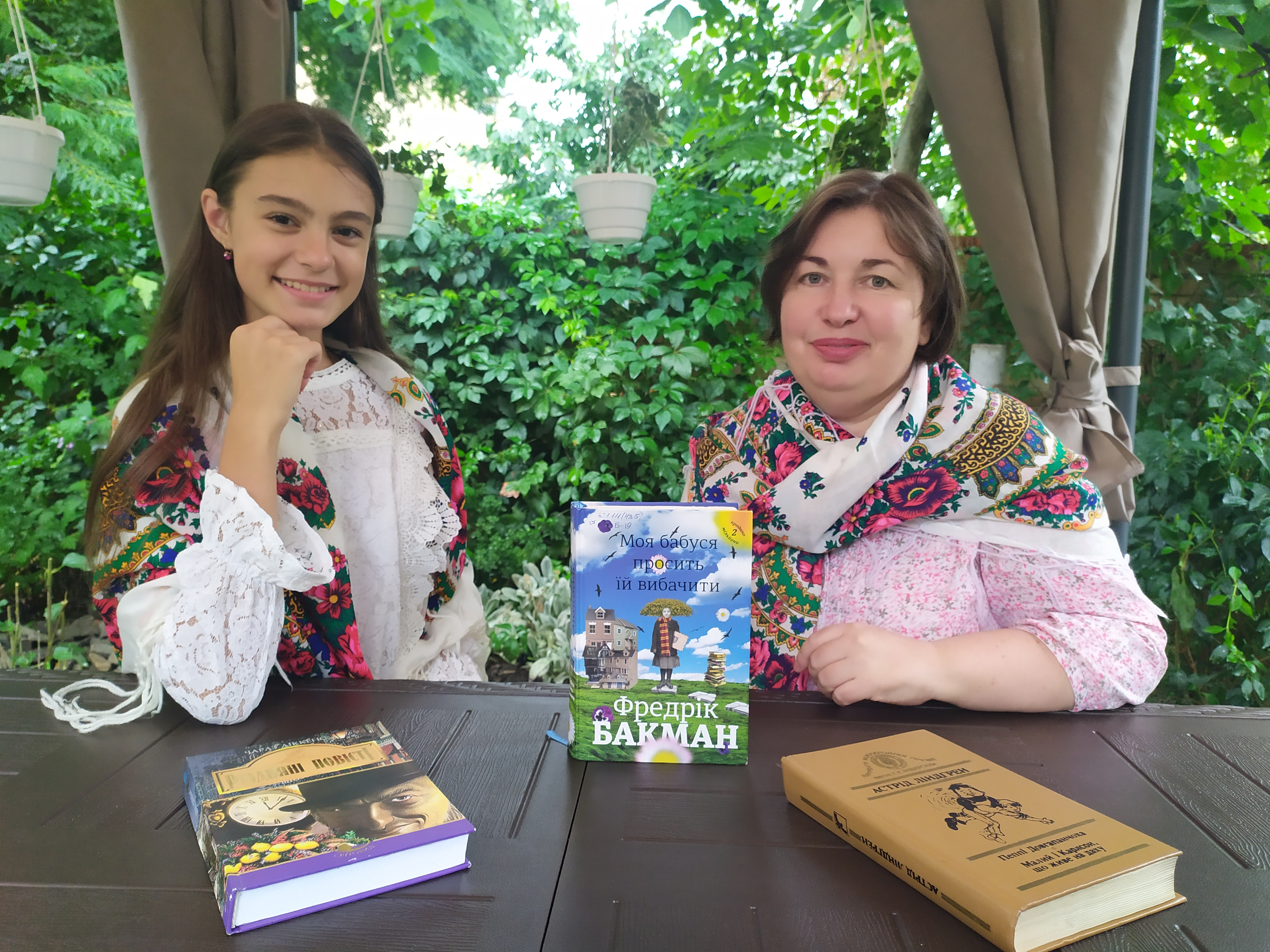

Письменниця цікавиться сучасною літературою для дітей та підлітків, тому із задоволенням стала експертом онлайн-проєкту «#Читай_думай_нотуй» Чернівецької обласної бібліотеки для дітей, який розпочався 1 березня 2021 року і наразі триває. Мета проєкту — популяризація серед дітей та підлітків сучасної літератури за допомогою медіа; реклама дитячої та підліткової книги; заохочення до читання та вдумливого прочитання книг; нотування найзахоплюючих моментів з прочитаного. Експерти  «#Читай_думай_нотуй» дуже творчо та самовіддано підходять до його реалізації. Поетеса та читачка бібліотеки, переможниця Всеукраїнського конкурсу дитячого читання «Книгоманія-2020», обласного туру Всеукраїнського дитячого літературного конкурсу «Творчі канікули — 2022», випускниця Школи універсального журналіста на базі НаУ  «Острозька академія» Анастасія Лучишин не просто переказують зміст прочитаних книг, а передають читачам власні емоції, враження від персонажів, інтригують, заохочують прочитати  презентовану книгу. В межах проєкту відзнято понад 25 відеороликів на книги зарубіжних та українських авторів, які можна переглянути на Facebook-сторінці Чернівецької обласної бібліотеки для дітей, ввівши  хештег та назву  #Читай_думай_нотуй.  Більше про онлайн-проєкт можна дізнатися на сайті бібліотеки: http://bukovinchiki.cv.ua/chitay_dumay_notuy/
Відгук Олени Логінової на книжку буковинської письменниці Юлії Косівчук «Мама, в якої зламалася пружинка» можна прочитати у проєкті «КЛЮЧ» на сайті Національної бібліотеки України для дітей, за покликанням https://chl.kiev.ua/key/Books/ShowBook/680.
Також на сайті НБУ для дітей в проєкті «Почитайко» можна послухати аудіо творів поетеси з дитячих збірок «Бабусині гостинці» та «Любим янголятам», озвучені самою авторкою: https://chl.kiev.ua/pub/Publication/Author/316. До «Почитайко» ввійшло 16 дитячих поезій Логінової: «Шаховий турнір», «Чомучка», «Хвалько», «У малого Жабеняти…», «Сонечко», «Мрія», «Бабусині гостинці» та інші.
У 2007 р. вийшла перша дитяча збірка поезій «Бабусині гостинці», яка  2012 р. була перевидана із доповненнями. Обидві книги вона присвятила своїм любим синочкам Василькові та Ігорю. Кожен вірш розвиває, формує уяву та образне мислення дітей, вчить любити і поважати своїх батьків, рідний край, природу. Поетеса у вірші «Мамина душа» говорить, що рідна ненька завжди зрозуміє, оберігатиме і любитиме своє дитя. Вірш «Мрія» показує, що любов дитини і мами взаємна.
У передмові до книги «Любим янголятам» (2012) авторка та художниця звертаються до маленьких книголюбів такими словами: «Читайте, подорожуйте Країною Слова та Фарб разом із дивовижними героями, радійте разом з ними, насолоджуйтесь яскравими та неповторними малюнками». Якщо перша і друга збірки проілюстровані чорно-білими малюнками, то третя — тішить око незвичайними фантастичними кольоровими ілюстраціями, над створенням яких працювала чернівецька художниця Тетяна Анатоліївна Полушина. Ілюстрації влучно доповнюють вірші.
Кожен вірш літераторки розвиває і формує уяву і образне мислення читачів, вчить любити і поважати своїх батьків, рідний край, природу.
Журналіст Василь Гандзій сказав: «…Оленині поезії… полонять своєю оригінальною образністю…її поезії  всім і всьому на користь..».
Поезії буковинської поетеси покладені на музику відомими композиторами: Іваном Дердою, Віктором Рураком, Михайлом Мафтуляком, Андрієм Гуралем, Любомиром Равлюком.
Український письменник, заслужений працівник культури України Василь Васкан присвятив Олені Логіновій вірш «Борись і мрій».
Золотій ювілярці, педагогині, науковиці, поетесі Олені Логіновій
«Це ж треба так любити Україну, Дністрову хвилю, сонячний зеніт, Любити вірші, як свою дитину І поспішати з мріями в політ Казки складати в книги для дітей, Ловити римогроми у обійми, Привітно усміхатись до людей І проклинати братовбивчі війни…».
Кредо поетеси:«Зроби людині добро — воно віддасться сторицею».